# 射水市立新湊放生津小学校
射水市立新湊放生津小学校（いみずしりつ しんみなとほうじょうづしょうがっこう）は、富山県射水市中新湊にある公立小学校。

## 沿革
- 2025年（令和7年）
  - 4月1日 - 射水市立新湊小学校と射水市立放生津小学校が統合して開校した。校舎は旧新湊小学校の校舎を使用するが、2027年4月の大規模改修が完了するまでは、旧放生津小学校の校舎を暫定的に使用する[1]。
  - 4月8日 - 開校式挙行[2]。

## 通学区域
旧新湊小学校校区
港町、庄川本町、本町一丁目～本町三丁目、放生津町1番～7番・19番～22番（旧・奈呉町域のみ）、桜町1番～17番、西新湊、三日曽根、善光寺、緑町1番～5番・7番～18番、中央町1番～12番・15番～19番・20番(15号～26号)、庄西町一丁目、庄西町二丁目（桜町・緑町・中央町はいずれも旧・獅子絵田を除く）
旧放生津小学校校区
放生津町8番～18番（旧・中町及び山王町）、桜町18番・19番、緑町6番、中央町13番・14番・20番(1号～14号)・21番～25番（上記3町ともに旧・獅子絵田）、立町、八幡町一丁目～八幡町三丁目、中新湊、二の丸町、越の潟町、海王町、堀岡108番地・109番地、堀岡新明神201番地・202番地・205番地・206番地・208番地・209番地

## 進学先中学校
- 射水市立新湊中学校

## 周辺
2025年4月からの暫定校舎使用期間中
- 射水市立放生津保育園 - 射水市道をはさんで隣接。かつ、進学前保育園のひとつ。
- 万葉線中新湊駅
- 新港の森

## アクセス
2025年4月からの暫定校舎使用期間中
- 万葉線中新湊駅から、学校正門まで、徒歩約235m・約4分。
  - 駅構内から学校正門まで直線距離は約75mほどだが、乗り場への通路の設置箇所（学校がある北側には駅への通路などは未設置）の関係で、約3倍の距離となる。

## その他
学校指定体操着については、令和7年度新入生は本校指定の体操着着用となるが、令和6年度まで新湊・放生津両小学校に在籍した児童（令和6年度末時点で1学年から5学年）については、卒業まで統合前の小学校の体操着が着用可能となる。
校章は、旧新湊小学校の校章にあったサクラと、旧放生津小学校の校章にあったハトを組み合わせた意匠となっている。